# محمد ابوکر
محمد ابوکر (انگلیسی: Mohamed Abukar؛ زادهٔ ۱ ژانویهٔ ۱۹۸۵) بازیکن بسکتبال اهل ایالات متحده آمریکا است.